# Urban Reads
Urban Reads је издавачка кућа у Србији која је основана 2013. године. Настала је из жеље да код младих пробуди љубав према читању и да им омогући да на матерњем језику читају најважније савремене писце књижевности за младе. Добила је награду „Најбоље из Србије”.